# 岡本奈月
岡本 奈月（おかもと なつき、1989年9月13日 - ）は、日本の元ファッションモデル、元女優。三重県出身。

## 人物
8歳のときにオーディションを受け、テレビドラマ『夜会の果て』（NHK総合テレビ）でデビュー。
2008年、スイートルームからディケイドに移籍。2012年、ディケイドから退籍。
ドラマの子役やティーン誌『CANDy』（白泉社）のモデルとして活躍後、女優活動も本格始動。2002年まで『ピチレモン』（学研パブリッシング）のモデルとして出ていた。また、専属モデルではないものの『セブンティーン』に登場することもあった。

## 出演

### テレビドラマ
- 新ズッコケ三人組（2002年、NHK） - 荒井陽子 役
- ピュア・ラブシリーズ（2002年 - 2003年、毎日放送（TBS系）- 花岡未央 役
- パパトールドミー 大切な君へ（2003年、NHK） - 第8回ゲスト
- 天才てれびくんMAX（2003年、NHK） - なつ 役
- 愛と友情のブギウギ（2005年、NHK） - 野々草舞 役
- 牙狼-GARO- 第5話（2005年、テレビ東京） - 水野みやび 役
- 風魔の小次郎（2007年、TOKYO MX） - 夜叉姫 役
- RHプラス（2008年、TOKYO MX） - 女子高生 役
- フルスイング（2008年、NHK） - 木元明美 役
- ケータイ捜査官7（2008年、テレビ東京） - 御堂優璃 役
- TAXMEN 第2話（2010年、TOKYO MX）

### 映画
- ごめん（2002年、監督：冨樫森）- ユーミ 役
- バーバー吉野（2003年、監督：荻上直子）- 上杉真央 役
- ノースポイント ポートタウン（2003年、監督：中井庸友） - 尾崎リエ 役
- MOVIE HUSTLE（2004年、監督：小野寺圭介）
- 星になった少年（2005年、監督：河毛俊作）
- NANA（2005年、監督：大谷健太郎） - 小松奈美 役
- 深紅（2005年、監督：月野木隆）
- 青いうた〜のど自慢 青春編〜（2006年、監督：金田敬）- 高橋小麦 役
- 笑う大天使（2006年、監督：小田一生） - 更紗 役
- 僕は妹に恋をする（2007年、監督：安藤尋）
- Life（2007年、監督：佐々木紳） - 大島茜 役
- 風の外側（2007年、監督：奥田瑛二）
- そよ風ふいた（2007年、監督：田川貴一）
- 観察 永遠に君を見つめて（2008年、監督：横井健司） - 美津野知世 役
- ガチバンV 竜虎炎上（2009年、監督：西海謙一郎）
- ガチバン VI 野獣降臨（2009年、監督：西海謙一郎）
- ガチバン IV 最狂戦争（2009年、監督：西海謙一郎）
- ドロップ（2008年、監督：横井健司）
- すべては海になる（2010年、監督：山田あかね）
- ソラニン（2010年、監督：三木孝浩）
- ムラサキカガミ（2010年、監督：三原光尋） - 林理沙 役
- ヒーローショー（2010年、監督：井筒和幸）
- ばかもの（2010年、監督：金子修介） - メグミ 役
- 見えないほどの遠くの空を（2011年、監督：榎本憲男） - 杉崎莉沙・洋子役
- うさぎドロップ（2011年、監督：SABU） - 保母・あき先生 役

### CM
- 小僧寿しチェーン（2001年）
- サン・クロレラ（2004年）
- JA全農（2004年）
- 明光義塾（2005年）
- 江崎グリコ（2005年）
- 雪国まいたけ（2005年 - 2006年）
- chakuchaku.com（2006年）
- 第一興商（2007年）

### ラジオ
- HITS! THE TOWN （2008年5月24日、ゲスト出演、FM NACK5）

### ゲーム
- SIREN（2003年、SCEI） - 神代美耶子 役
- SIREN:New Translation（2008年、SCEI） - 美耶古 役

### アーティストPV
- 高鈴「eyes〜太陽と月テーマソング〜」（2006年）
- カラーボトル「サヨナラ」（2009年）
- 斉藤和義「COME ON!」（2009年）

### WEB
- GyaO「少女には向かない職業」（2006年） - 竹田ナオ 役
- Soffgrage ドロップ（2008年7月30日、監督：横井健司） - ゆっこ 役
- ワコール Fit for My lile「恋とかわいくない私」（2010年）

### 広告
- Microsoft Office「一歩先行くofficeキャンペーン」（2006年）
- セイコーインスツル「SII電子辞書」（2007年）
- 日本経済新聞社「日経」（2007年）

### その他
- 劇場版NARUTO -ナルト-疾風伝特番（2007年、テレビ東京） - メインMC
- 劇場版 NARUTO -ナルト- 大活劇!雪姫忍法帖だってばよ!!（2009年、テレビ東京） - 放送前後レポーター

## 書籍

### 写真集
- きゃら＠メール（2001年10月、三和出版、撮影：小町剛廣） ISBN 978-4883568666
- 奈月の四季（2002年05月24日発行）
- 乙女ゴコロ（2003年11月28日発行）